# Esmeraldas (Ecuador)
Esmeraldas ist die Hauptstadt der gleichnamigen Provinz im Norden Ecuadors mit ca. 154.000 Einwohnern (Stand 2010). Sie liegt am Fluss Río Esmeraldas, der dort in den Pazifik mündet. Esmeraldas ist auch ein Municipio bestehend aus 5 Parroquias urbanas sowie Sitz der Verwaltung des Kantons Esmeraldas. Eine der Parroquias urbanas heißt Esmeraldas.
Das heiße Klima, der hohe Anteil an afro-ecuadorianischer Bevölkerung und die üppige Vegetation verleihen der Stadt ein karibisches Flair. 
Heute findet man nur noch wenige der traditionellen Holzhäuser. Am Stadtstrand „Las Palmas“ gibt es zahlreiche Restaurants und Bars, weshalb dort das Nachtleben abends und vor allem an Wochenenden pulsiert. Zum Baden ist der Strand allerdings nur bedingt zu empfehlen, da durch die Nähe zur Offshore-Anlage oftmals Erdöl angeschwemmt wird.

## Geschichte
Bürgermeister der Stadt war seit 2000 Ernesto Estupiñán von der linksgerichteten Partei Movimiento Popular Democrático (MPD). Bei der Kommunalwahl im Oktober 2004 wurde er in seinem Amt bestätigt. Von 2014 bis 2019 war Lenin Lara Rivadeneira (PAIS) Bürgermeister der Stadt.
Seit sich die Sicherheitslage in Ecuador in den 2020er Jahren verschlechtert hat, ist die kriminelle Organisation Tiguerones in Esmeraldas vermehrt aktiv.

## Religion und Bildung
Esmeraldas ist Sitz des römisch-katholischen Apostolischen Vikariats Esmeraldas. Außerdem befindet sich in der Stadt ein Campus der Päpstlichen Katholischen Universität von Ecuador.

## Wirtschaft und Verkehr
Esmeraldas besitzt einen bedeutenden Seehafen am Pazifik. Hier gibt es auch eine von drei Erdölraffinerien Ecuadors, betrieben von der staatlichen Gesellschaft Petroecuador.
Zwei Fernstraßen verbinden die Stadt mit dem Rest des Landes: Die nord-südlich verlaufende E15 von der kolumbianischen Grenze nach Salinas führt durch die Stadt und die west-östlich verlaufende E20 nach Puerto Francisco de Orellana beginnt hier. Der Flughafen Esmeraldas liegt östlich der Stadt.

## Umwelt
Esmeraldas gilt bei vielen als eine der gefährlichsten und dreckigsten Städte Ecuadors, was jedoch durch offizielle Statistiken nur bedingt belegbar ist. Das Abfallproblem vergangener Tage konnte behoben werden und in Kürze wird Esmeraldas zu den wenigen Städten Ecuadors gehören, die über ein Mülltrennungssystem verfügen.
Am 26. Februar 1998 wurde Esmeraldas Schauplatz einer Umweltkatastrophe, als sich Rohöl in den Río Esmeraldas ergoss und sich entzündete, nachdem eine Ölpipeline gebrochen war. Nach offizieller Zählung fanden zwölf Menschen den Tod und Hunderte wurden verletzt. Die Auswirkungen auf das Mündungsgebiet waren katastrophal und vernichteten 80 % der Mangrovensümpfe.

## Municipio
Das 70,45 km² große Municipio Esmeraldas ist in folgende 5 Parroquias urbanas gegliedert: 5 de Agosto (⊙), Bartolomé Ruiz (⊙), Esmeraldas, Luis Tello (⊙) und Simón Plata Torres (⊙).

## Städtepartnerschaften
- Partnerstädte von Esmeraldas sind Benidorm an der Costa Blanca und Donostia-San Sebastián im Baskenland, beide in Spanien.[3]

## Söhne und Töchter der Stadt
- Ítalo Estupiñán (1952–2016), erster ecuadorianischer Fußballspieler in der mexikanischen Primera División
- Eduardo Hurtado (* 1969), Fußballspieler und ehemaliger Rekordtorschütze der Nationalmannschaft
- Iván Hurtado (* 1974), Kapitän und Rekordnationalspieler der ecuadorianischen Fußballnationalmannschaft
- Carlos Tenorio (* 1979), Fußballnationalspieler
- Jackson Quiñónez (* 1980), ecuadorianisch-spanischer Leichtathlet und Politiker
- Jorge Guagua (* 1981), Fußballspieler
- José Luis Perlaza  (* 1981), Fußballspieler (Innenverteidiger)
- Alexander Domínguez (* 1987), Fußballtorhüter
- Juan Carlos Paredes (* 1987), Fußballspieler
- Frickson Erazo (* 1988), Fußballspieler
- Carlos Góngora  (* 1989), Boxer
- Álex Quiñónez (1989–2021), Leichtathlet und Olympiateilnehmer
- Pedro Ortíz (* 1990), Fußballtorhüter
- Pedro Perlaza (* 1991), Fußballspieler
- Marizol Landázuri (* 1992), Sprinterin
- Erika Mercado (* 1992), Volleyballspielerin
- Ítalo Perea (* 1993), Boxer
- Ayrton Preciado (* 1994), ecuadorianisch-spanischer Fußballspieler
- José Cifuentes (* 1999), Fußballspieler
- Marco Angulo (2002–2024), Fußballspieler
- Piero Hincapié (* 2002), Fußballspieler